# Granica czesko-niemiecka

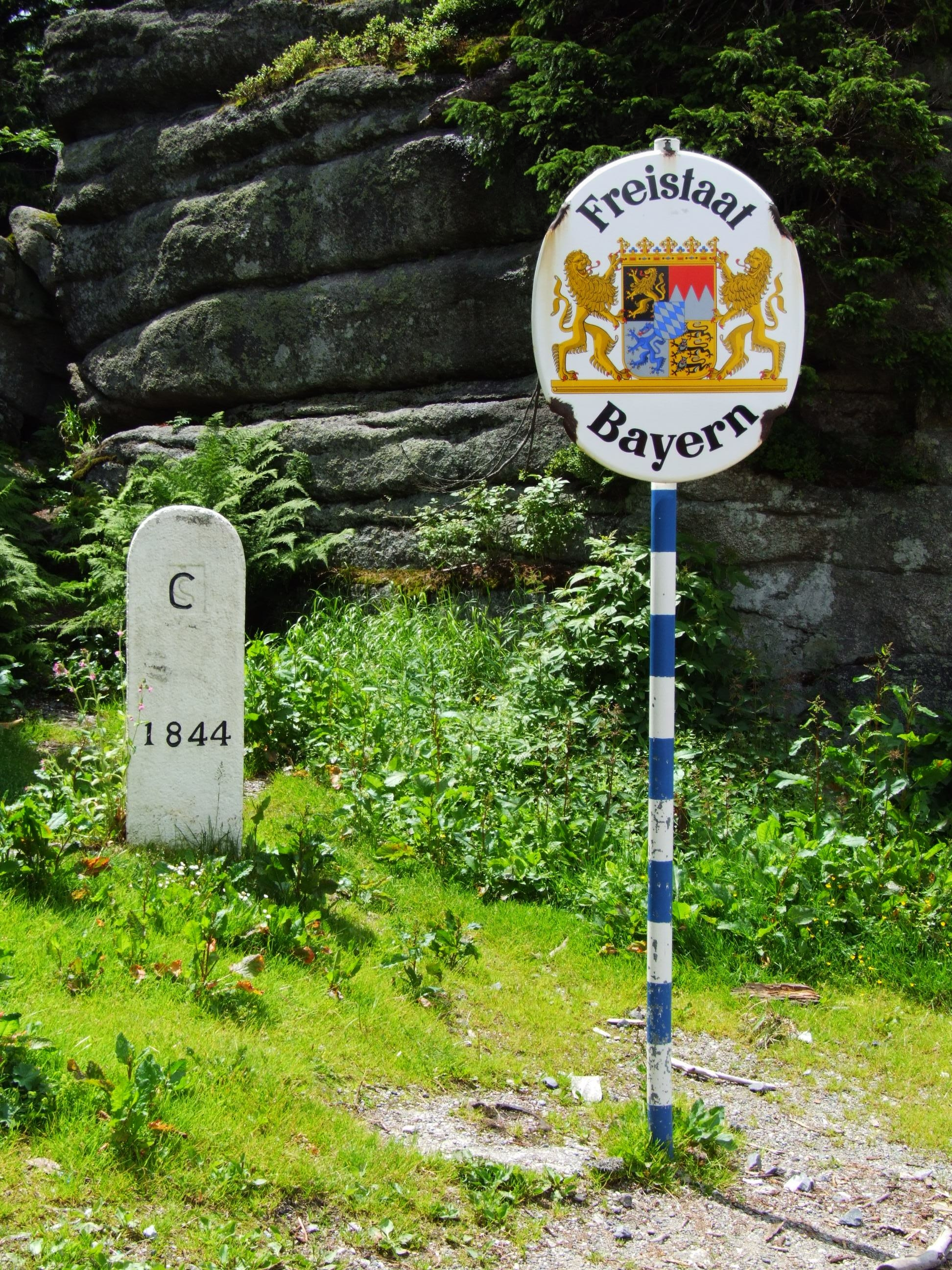
Kamień graniczny (widoczne są jeszcze symbole ČS – Československo i tablica Wolnego Państwa Bawarii) na szczycie Třístoličník/Dreisesselberg

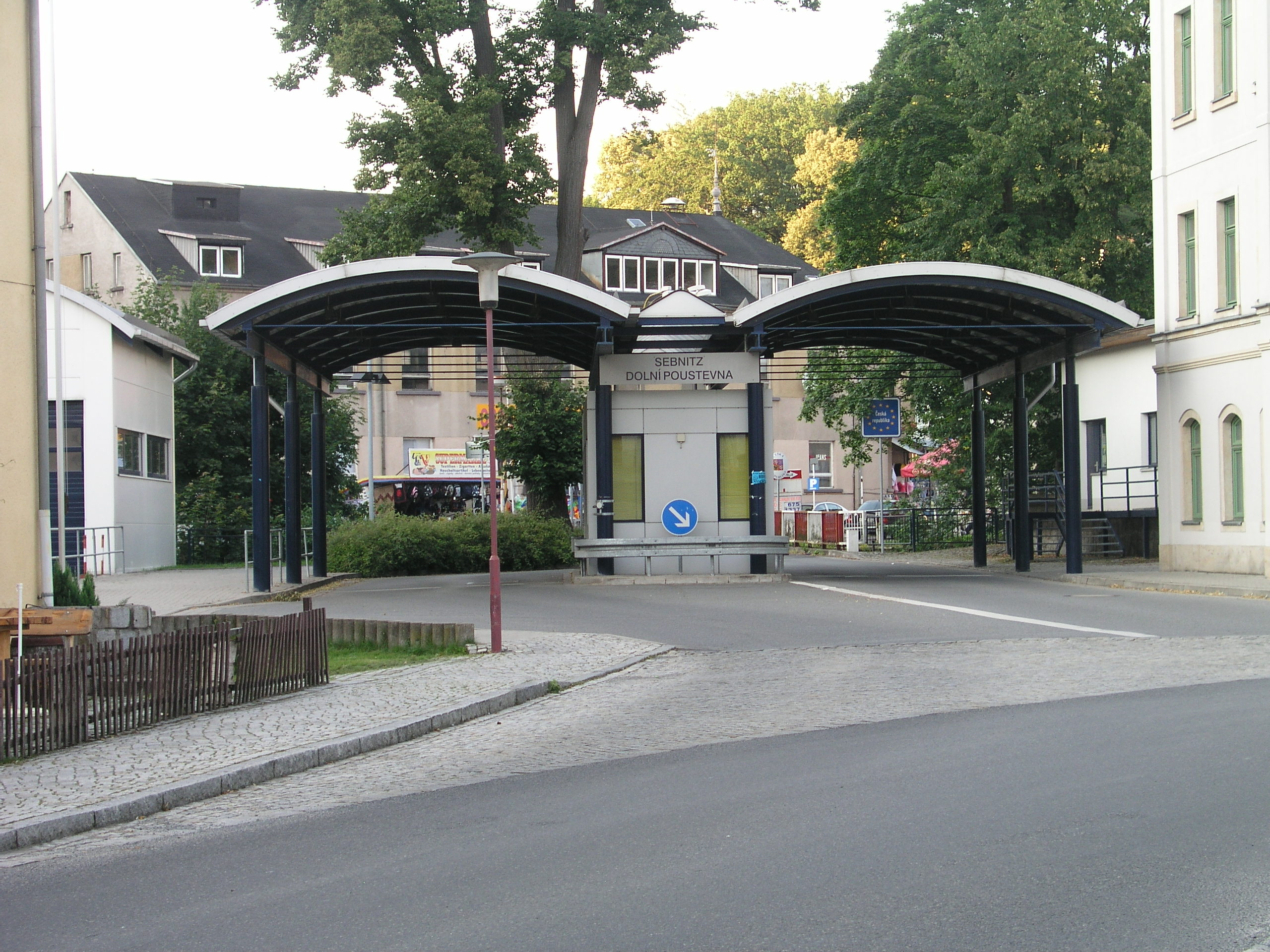
Przejście graniczne Dolní Poustevna (w głębi) – Sebnitz

Granica czesko-niemiecka – granica międzypaństwowa, ciągnąca się na długości 818,9 km od trójstyku z Austrią na południu do trójstyku z Polską na północy.
Biegnie ona na północny zachód od trójstyku z Austrią wzdłuż Szumawy i Lasu Czeskiego, następnie zakręca na północny wschód i biegnie wzdłuż Rudaw do trójstyku z Polską.
Obecne granice Czech wywodzą się ze średniowiecza i opierają się na pasmach górskich, Szumawie i Rudawach. Pokrywają się z dawną granicą między Cesarstwem Niemieckim i Austro-Węgrami sprzed I wojny światowej. Przed rozpadem Czechosłowacji w 1992 roku w tym samym miejscu przebiegała granica czechosłowacko-niemiecka.

## Długość granicy
Obecnie długość granicy czesko-niemieckiej wynosi 818,9 km.

### kraje sąsiadujące z Niemcami
- liberecki
- ustecki
- karlowarski
- pilzneński

### kraje związkowe sąsiadujące z Czechami
- Saksonia
- Bawaria

## Rzeki
Kilka rzek przecina granicę lub ją stanowi na pewnym jej odcinku. Są to m.in.:
- Ochrza
- Biała Elstera
- Łaba
- Sprewa
- Mandawa
- Nysa Łużycka

## Historyczny przebieg
Traktat wersalski podpisany 28 czerwca 1919 opisał nową granicę między Niemcami i Czechosłowacją następująco: „Granica między Niemcami a Austrją z 3 sierpnia 1914 r., od punktu jej zetknięcia się z dawną granicą administracyjną, dzielącą Czechy od prowincji Górnej Austrji do północnego punktu występu dawnej prowincji Śląska austrjackiego, położonego mniej-więcej 8 km. na wschód od Prudnika”.